# Bulbophyllum serra
Bulbophyllum serra là một loài phong lan thuộc chi Bulbophyllum.